# Air Puar
Air Puar is een bestuurslaag in het regentschap Lahat van de provincie Zuid-Sumatra, Indonesië. Air Puar telt 1039 inwoners (volkstelling 2010).